# Подкатегория
Подкатегория в теории категорий — категория {\displaystyle {\mathcal {S}}}, объекты которой являются также объектами заданной категории {\displaystyle {\mathcal {C}}} и морфизмы которой являются также морфизмами в {\displaystyle {\mathcal {C}}}, с теми же тождественными морфизмами и правилами композиции.
Формально подкатегория {\displaystyle {\mathcal {S}}} для категории {\displaystyle {\mathcal {C}}} задаётся при помощи:
- подкласса объектов {\displaystyle \mathrm {Ob} ({\mathcal {S}})\subseteq \mathrm {Ob} ({\mathcal {C}})},
- подкласса морфизмов {\displaystyle \mathrm {Hom} ({\mathcal {S}})\subseteq \mathrm {Hom} ({\mathcal {C}})}

таких, что выполняются следующие условия:
- для каждого {\displaystyle X\in \mathrm {Ob} ({\mathcal {S}})} тождественный морфизм {\displaystyle \mathrm {id} _{X}} принадлежит {\displaystyle \mathrm {Hom} ({\mathcal {S}})},
- для каждого морфизма {\displaystyle f\colon X\to Y} в {\displaystyle \mathrm {Hom} ({\mathcal {S}})} его прообраз {\displaystyle X} и образ {\displaystyle Y} лежат в {\displaystyle \mathrm {Ob} ({\mathcal {S}})},
- для каждой пары морфизмов {\displaystyle f}, {\displaystyle g} в {\displaystyle \mathrm {Hom} ({\mathcal {S}})} их композиция {\displaystyle f\circ g} лежит в {\displaystyle \mathrm {Hom} ({\mathcal {S}})}, если она определена в {\displaystyle {\mathcal {C}}}.

Из этих условий следует, что {\displaystyle {\mathcal {S}}} является категорией. Существует очевидный унивалентный функтор {\displaystyle I\colon {\mathcal {S}}\longrightarrow {\mathcal {C}}}, называемый функтором вложения.
Подкатегория {\displaystyle {\mathcal {S}}} называется полной подкатегорией {\displaystyle {\mathcal {C}}}, если для каждой пары объектов {\displaystyle X,Y\in \mathrm {Ob} ({\mathcal {S}})} выполнено {\displaystyle \mathrm {Hom} _{\mathcal {S}}(X,Y)=\mathrm {Hom} _{\mathcal {C}}(X,Y)}.
Подкатегория {\displaystyle {\mathcal {S}}} категории {\displaystyle {\mathcal {C}}} называется замкнутой относительно изоморфизма, если любой изоморфизм {\displaystyle k\colon X\to Y} в {\displaystyle {\mathcal {C}}}, такой что {\displaystyle Y} принадлежит {\displaystyle {\mathcal {S}}}, также принадлежит {\displaystyle {\mathcal {S}}}. Замкнутая относительно изморфизма полная подкатегория называется строго полной.
Подкатегория {\displaystyle {\mathcal {S}}} — широкая, если она содержит все объекты {\displaystyle {\mathcal {C}}}. В частности, единственная широкая полная подкатегория категории {\displaystyle {\mathcal {C}}} — сама {\displaystyle {\mathcal {C}}}.
Отражающая подкатегория — подкатегория, функтор вложения которой имеет левый сопряжённый.